# ゾンダーホーフェン
ゾンダーホーフェン (ドイツ語: Sonderhofen) はドイツ連邦共和国バイエルン州ウンターフランケン地方のヴュルツブルク郡に属す町村（以下、本項では便宜上「町」と記述する）で、アウプ行政共同体を構成する市町村の一つである。

## 地理
ゾンダーホーフェンは、ガウバーン自転車道沿いのリッタースハウゼン（ガウケーニヒスホーフェン内の集落）とゲルヒスハイムの間に位置し、ヴュルツブルク開発計画地区に含まれる。

### 自治体の構成
この町は、公式には5つの地区 (Ort) からなる。
- ボルツハウゼン
- ゼクセンハイム
- ゾンダーホーフェン

## 歴史
1803年、ヴュルツブルク司教領の一部としてまずバイエルン大公領に世俗化された。その後プレスブルクの和約（1805年）に基づいてトスカーナ大公フェルディナンド3世が創設したヴュルツブルク大公国領に移されたが、1814年にこれが廃止されると最終的にバイエルン王国領となった。バイエルンの行政改革の時代、1818年に発令された市町村令により現在の自治体が形成された。

### 人口推移
- 1970年 952人
- 1987年 791人
- 2000年 842人

## 行政

### 首長
町長はヘーリベルト・ネッカーマン (UWG) である。

## その他

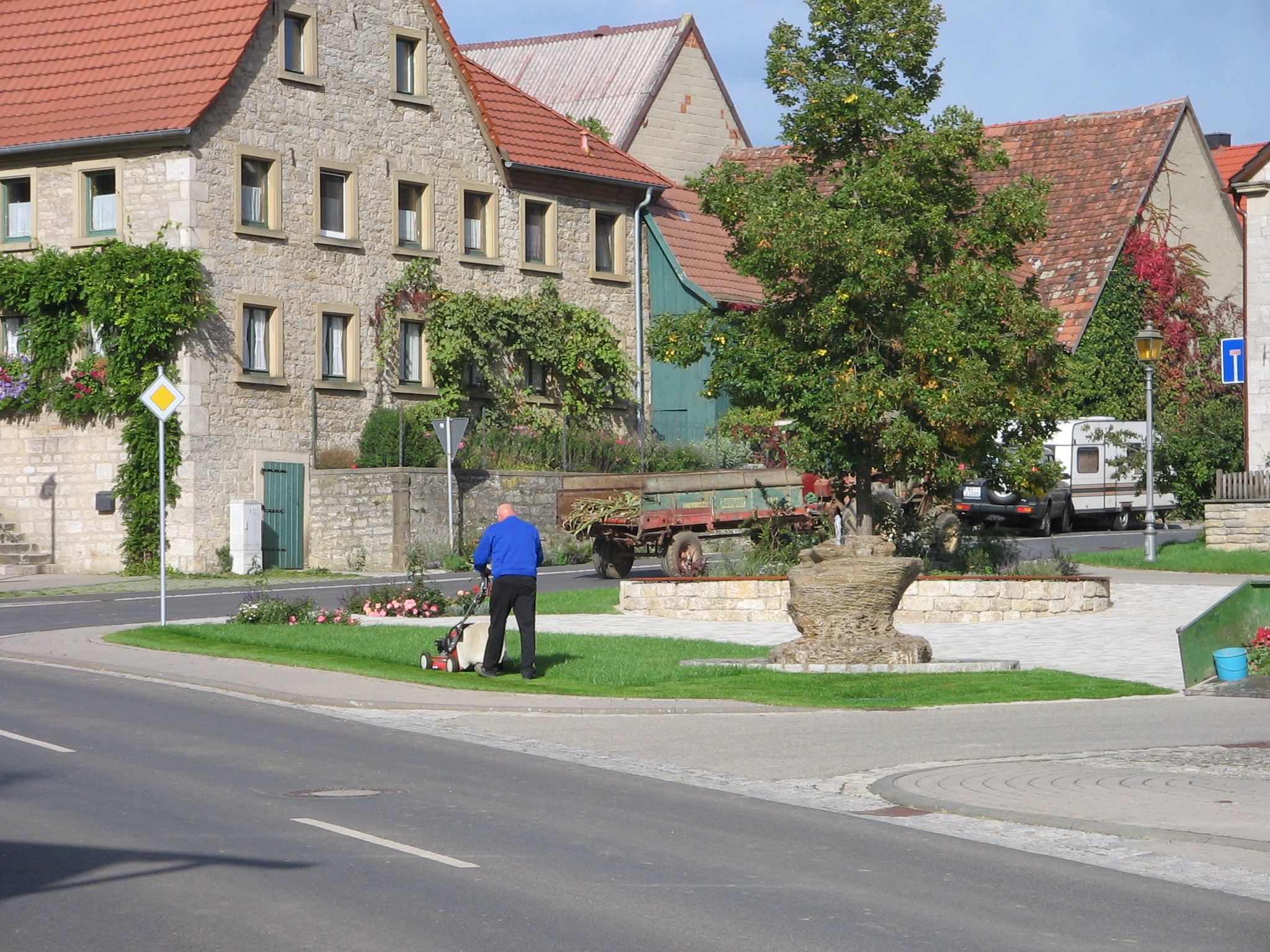
ゾンダーホーフェンのドルフプラッツ

### ドルフプラッツ
2005年8月にゾンダーホーフェン地区の中心にドルフプラッツ（村の広場）が設けられた。この広場で目をひくものは、特殊な種類の「漂石」で造られた噴水である。町長が個人的にこの広場を手入れしており、多くの花や植え込み、芝生が育っている。

## 引用
1. ↑  https://www.statistikdaten.bayern.de/genesis/online?operation=result&code=12411-003r&leerzeilen=false&language=de Genesis-Online-Datenbank des Bayerischen Landesamtes für Statistik Tabelle 12411-003r Fortschreibung des Bevölkerungsstandes: Gemeinden, Stichtag (Einwohnerzahlen auf Grundlage des Zensus 2011)
2. ↑  Bayerische Landesbibliothek Online